# Stanisław Flejterski
Stanisław Flejterski (ur. 10 września 1948 w Tomaszowie) – polski ekonomista, profesor zwyczajny, autor wielu książek i artykułów z dziedziny bankowości i finansów porównawczych.

## Życiorys
W 1966 ukończył Liceum Ogólnokształcące im. Stefana Żeromskiego w Darłowie. W 1970 ukończył z wyróżnieniem studia magisterskie na Wydziale Inżynieryjno-Ekonomicznym Transportu Politechniki Szczecińskiej. W 1974 obronił rozprawę doktorską na tym samym wydziale.
W 1998 uzyskał stopień doktora habilitowanego nauk ekonomicznych. Za rozprawę habilitacyjną otrzymał w 1999 Nagrodę Banku Handlowego w Warszawie S.A. Od 2007 profesor tytularny. Monografia profesorska: Podstawy metodologii finansów została nagrodzona Nagrodą Ministra Nauki i Szkolnictwa Wyższego.
Odbył staże naukowe na uniwersytetach w Zurychu, Amsterdamie i Berlinie, praktykę bankową w Banca Nazionale del Lavoro w Rzymie i pobyt studialny w instytucjach finansowych w Nowym Jorku. Uczestnik wielu konferencji międzynarodowych, wykłady gościnne w Niemczech, we Włoszech, w Meksyku,  w Turcji i w  Indonezji.
W latach 1974–1977 był przewodniczącym Wojewódzkiej Rady Młodych Pracowników Nauki w Szczecinie. W roku 1985 był sekretarzem Komisji Organizacyjnej Uniwersytetu Szczecińskiego. W latach 1985–1988 był dyrektorem Ośrodka Badań Krajów Południa Uniwersytetu Szczecińskiego. W latach 1999–2005 był prodziekanem do spraw nauki na Wydziale Zarządzania i Ekonomiki Usług Uniwersytetu Szczecińskiego. W latach 1999–2015 był kierownikiem Katedry (wcześniej Zakładu) Bankowości i Finansów Porównawczych Uniwersytetu Szczecińskiego. W latach 2007–2025 członek Komitetu Nauk o Finansach Polskiej Akademii Nauk. Członek Szczecińskiego Towarzystwa Naukowego, Polskiego Stowarzyszenia Finansów i Bankowości, SUERF (The European Money and Finance Forum). Współzałożyciel Polskiego Stowarzyszenia Programu Neurologiki.
W latach 1991–1999 pełnił funkcje menedżerskie w Banku PEKAO SA, BIG SA i Banku Austria Creditanstalt SA. Przez kilkanaście lat (do 2014) był przewodniczącym rad nadzorczych Funduszu Wspierania Rozwoju Gospodarczego Miasta Szczecina i Szczecińskiego Funduszu Poręczeniowego. Od roku  2020 jest członkiem rady nadzorczej Funduszu Poręczeń Kredytowych POLFUND.
Autor i redaktor ponad 50 książek, ponad 500 artykułów i referatów w kilku językach, wielu esejów i felietonów, ponadto ekspertyz, raportów i recenzji. Specjalizuje się w bankowości, rynkach finansowych, finansach międzynarodowych, finansach porównawczych i metodologii finansów.
Wypromował 20 doktorów nauk ekonomicznych (w tym 3 obywateli Niemiec).Był recenzentem licznych rozpraw doktorskich oraz recenzentem w postępowaniach awansowych (habilitacyjnych i profesorskich).
W grudniu 2005 został odznaczony Krzyżem Kawalerskim Orderu Odrodzenia Polski. Posiada ponadto Złoty i Srebrny Krzyż Zasługi, Medal Komisji Edukacji Narodowej, Medal za zasługi w tworzeniu Uniwersytetu Szczecińskiego, Złotą Odznakę SZSP, Złotą i Srebrną Odznakę PTE, Złotą Odznakę Polskiego Radia Szczecin, Honorową Odznakę Lions Club International, Medal im. Eryka Pomorskiego za zasługi dla Królewskiego Miasta Darłowa, Mecenas Kultury Szczecina (1996). W 2016 otrzymał Medal Mikołaja Kopernika Związku Banków Polskich.

## Życie prywatne
Żonaty, ma syna, dwie córki oraz czworo wnuków.

## Wybrane publikacje
- Stanisław Flejterski: Różnicowanie struktur we współczesnej bankowości. Szczecin: WUSzczecin, 1999. ISBN 83-7241-063-1. Brak numerów stron w książce
- Stanisław Flejterski: Ekonomia globalna. Synteza (współautor). Difin, 2003. ISBN 83-7251-341-4. Brak numerów stron w książce
- Stanisław Flejterski, Ilona Romiszewska: Niemiecki system bankowy (współautor). Twigger, 2004. ISBN 83-88904-38-8. Brak numerów stron w książce
- Stanisław Flejterski, Aleksander Panasiuk, Józef Perenc, Grażyna Rosa: Współczesna ekonomika usług (współautor). WN PWN, 2005. ISBN 978-83-01-15522-3. Brak numerów stron w książce
- Stanisław Flejterski: Instytucje i usługi poręczeniowe na rynku finansowym (współautor). Difin, 2005. ISBN 83-7251-569-1. Brak numerów stron w książce
- Stanisław Flejterski, Beata Świecka: Elementy finansów i bankowości (współautor). CeDeWu, 2006. ISBN 978-83-7556-023-7. Brak numerów stron w książce
- Barbara Bartkowiak, Przemysław Pluskota, Stanisław Flejterski: Fundusze i usługi pożyczkowe dla mikro małych i średnich przedsiębiorstw (współautor). Difin, 2006. ISBN 83-7251-674-X. Brak numerów stron w książce
- Stanisław Flejterski: Podstawy metodologii finansów. Elementy komparatystyki. Szczecin: Economicus, 2006. ISBN 83-921986-9-7. Brak numerów stron w książce
- Stanisław Flejterski: Metodologia finansów. Podręcznik akademicki. WN PWN, 2007. ISBN 978-83-01-15217-8. Brak numerów stron w książce
- Stanisław Flejterski, Beata Filipiak: Bankowo-finansowa obsługa jednostek samorządu terytorialnego(współautor). CeDeWu, 2008. ISBN 978-83-7556-063-3. Brak numerów stron w książce
- Stanisław Flejterski: Wielkie miasta, aglomeracje, metropolie (redaktor i współautor). 2009. Brak numerów stron w książce
- Stanisław Flejterski: Ekonomia jest najtrudniejsza najciekawsza najważniejsza Hogben, 2011. ISBN 978-83-60637-73-3.
- Stanisław Flejterski: Systemy bankowe krajów G-20 (współredaktor i współautor). ZAPOL, 2012. ISBN 978-83-7518-401-3.
- Stanisław Flejterski: Co z tą pracą? Pomorze Zachodnie w perspektywie interdyscyplinarnej i międzynarodowej (redaktor i współautor). ZAPOL, 2013. ISBN 978-83-7518-559-1.
- Stanisław Flejterski: Banki w społecznej gospodarce rynkowej w świetle doświadczeń z kryzysu i stanu rozwoju rynku finansowego (współredaktor i współautor). ZBP, 2014. ISBN 978-83-7518-559-1.
- Stanisław Flejterski: Komparatystyka finansów (współautor). C.H. BECK, 2015. ISBN 978-83-255-6812-2.
- Stanisław Flejterski: Elementy filozofii i metodologii nauk ekonomicznych (współautor). EDU-LIBRI, 2015. ISBN 978-83-63804-61-9.
- Stanisław Flejterski: Alfabet SF. Na pograniczu sacrum i profanum. ZAPOL, 2017. ISBN 978-83-7518-837-0.
- Stanisław Flejterski: Poland’s Long – Term Competitive Position from the Perspective of WEF Global Competitiveness Reports(współautor). Comparative Economic Research. Central and Eastern Europe, No.2/2018. ISSN 1508-2008.